# Богданович, Владимир Владимирович
Влади́мир Влади́мирович Богдано́вич (род. 1926) — советский деятель спецслужб и педагог, полковник госбезопасности. Стоял у истоков создания спецподразделений КГБ СССР «Зенит» и «Каскад» — предшественников ГСН «Вымпел».

## Биография
Родился 12 февраля 1926 года в Минске в семье сотрудника ОГПУ, в 1938 году семья переехала в Иркутск.
С 1941 года после начала Великой Отечественной войны начал работать в
колхозе, а после учёбы в школе фабрично-заводского обучения начал работать токарем-фрезеровщиком на оборонном заводе.
С  1943 года призван в ряды Рабоче-Крестьянской Красной армии и после окончания трёхмесячных курсов Ленинградского военно-инженерного училища был направлен в действующую армию — гвардии младший лейтенант, командир сапёрно-подрывного взвода, участник Великой Отечественной войны в составе 36-го гвардейского казачьего полка, 10-й гвардейской казачьей кавалерийской дивизии 4-го гвардейского кавалерийского корпуса. Воевал на  1-м Белорусском фронте и 2-м Украинском фронте, вместе со своим полком и дивизией был участником Березнеговато-Снигирёвской, Одесской, Белорусской, Бобруйской, Минской, Люблин-Брестской,Дебреценской, Будапештской,
Братиславско-Брновской и Пражской наступательных операциях, освобождал Венгрию, Румынию и Чехословакию, был ранен. Указами Президиума Верховного Совета СССР 31 декабря 1944 года и 17 июня 1945 года «за мужество и отвагу проявленные против гитлеровских войск» В. В. Богданович был награждён двумя Орденами Красной Звезды.
С 1946 годы  служил в Пограничных войсках МГБ—МВД—КГБ на заставах в Туркмении, Армении и на Дальнем Востоке в Хабаровском крае, с 1954 года служил курсовым офицером в Московском пограничном военном училище МВД СССР. С 1958 по 1962 годы проходил обучение в Военном институте КГБ при Совете министров СССР.
С 1962 года направлен на работу во внешнюю разведку, сотрудник отдела «В» (саботаж и диверсия) Первого главного управления КГБ при Совете Министров СССР, занимался обучением и подбором спецрезерва КГБ СССР на «особый период» и одновременно являлся начальником штаба Отдельной бригады оперативного назначения КГБ СССР.
С 1980 года В. В. Богданович принимал активное участие в комплектовании, подготовке, оснащении и переброске в Афганистан отрядов и групп спецподразделения «Каскад» и с января по июнь 1981 года  являлся начальником штаба этого спецподразделения. В дальнейшем с 1983 года был назначен заместителем командира спецподразделения «Омега». За участие в Афганской войне был награждён третьим орденом Красной Звезды.
С 1987 года в отставке.

## Награды
- Орден Отечественной войны I степени[3]
- Орден Красной Звезды (31.12.1944[4])
- Орден Красной Звезды (17.06.1945[4])
- Орден Красной Звезды[1]
- Медаль За боевые заслуги[1]
- Медаль «За победу над Германией в Великой Отечественной войне 1941—1945 гг.» (09.05.1945[4])